# Охаси, Аяка
Аяка Охаси (яп. 大橋 彩香 О:хаси Аяка, род. 13 сентября 1994 года, Урава) — японская сэйю и певица. Сотрудничает с агентством Horipro.

## Биография
Охаси родилась в Урава, Сайтама, 13 сентября 1994 года. Позже переехала в Токио, когда ей было пять лет. Там она присоединилась к театральной группе и снималась в различных телевизионных рекламных роликах, драмах, образовательных телепрограммах NHK и в театральных постановках. Она была вдохновлена стать актрисой озвучивания после уроков озвучивания, которые она брала в своей театральной группе.
В 2011 году она участвовала в 36-й кампании Horipro Talent Scout Campaign, где осталась финалисткой и присоединилась к агентству талантов Horipro.

### Аниме-сериалы
2012
- Aikatsu! — Ран Сибуки
- Eureka Seven AO — Флёр Бланк

2013
- Doki Doki! PreCure — Ланс
- Fantasista Doll — Удзумэ Уно
- Mangirl! — Ринго Нисидзима
- Tesagure! Bukatsu-mono — Кохару Танака

2014
- Akame ga Kill! — Куромэ
- Go! Go! 575 — Маття Кобаяси
- Hamatora — Рэй
- Kenzen Robo Daimidaler — Морико Томоёсэ
- Sabagebu! — Момока Сонокава
- Tesagure! Bukatsu-mono Encore — Кохару Танака

2015
- Comet Lucifer — Фелия
- Garo: Guren no Tsuki — Кагуя
- Tesagure! Bukatsumono Spin-off Purupurun Sharumu to Asobou — Кохару Танака
- The Idolmaster Cinderella Girls [ТВ-1 и 2] — Удзуки Симамура

2016
- Aikatsu Stars! — Ёдзора Касуми
- Endride — Фаларион
- Flip Flappers — Яяка

2017
- BanG Dream! — Саая Ямабуки
- Hina Logi: From Luck & Logic — Аои Ироха
- Knight's & Magic — Адельтруд Ольтер
- Masamune-kun no Revenge — Аки Адагаки
- Re:Creators — Юна Симадзаки
- The Idolmaster Cinderella Girls Gekijou — Удзуки Симамура

2018
- Aikatsu Friends! — Мирай Асука
- Magical Girl Ore — Саки Уно
- Uma Musume: Pretty Derby — Водка

2019
- Aikatsu on Parade! — Мираи Асука, Ёдзора Касуми, Ран Сибуки
- Fight League: Gear Gadget Generators — Кара Фикс
- Hensuki: Are You Willing to Fall in Love with a Pervert, as Long as She’s a Cutie? — Кохару Отори

2020
- Dokyu Hentai HxEros — Тома Тайга
- Haikyu!! — Майко Ханэдзава
- Mahou Shoujo Madoka Magica Side Story — Каэдэ Акино
- Princess Connect! Re:Dive — Хацунэ
- Sleepy Princess in the Demon Castle — Гарпия
- The God of High School — Ю Мира

2021
- Uma Musume: Pretty Derby [ТВ-2] — Водка
- Yuuki Yuuna wa Yuusha de Aru: Dai Mankai no Shou — Вакана Ноги

2022
- Benriya Saitou-san, Isekai ni Iku — Мевена
- Princess Connect! Re:Dive [ТВ-2] — Хацунэ
- Seiken Densetsu: Legend of Mana - The Teardrop Crystal — Капелла, Флеймшу
- Shijou Saikyou no Daimaou, Murabito A ni Tensei Suru — Сильфи Мелхавэн
- Shine Post — Хотару

2023
- Masamune-kun no Revenge R — Аки Адагаки
- Sound! Euphonium [ТВ-3] — Цубамэ Камая
- Uma Musume: Pretty Derby [ТВ-3] — Водка
- «Синдуальность: Нуар» — Анжи

### Анимационные фильмы
- Precure All Stars New Stage 2: Kokoro no Tomodachi (2013) — Ланс
- Eiga Dokidoki! Precure Mana Kekkon!!? Mirai ni Tsunagu Kibou no Dress (2013) — Ланс
- Aikatsu! (2014) — Ран Сибуки
- Garo: Divine Flame (2016) — Кристина
- Aikatsu! ~Nerawareta Mahou no Aikatsu! Card~ (2016) — Ран Сибуки
- Sound! Euphonium: Ensemble Contest (2023) — Цубамэ Камая

### OVA
- Eureka Seven AO (2012) — Флёр Бланк

## Дискография

### Синглы
| Дата выхода     | Сингл                                          | Высшая позиция в чарте Oricon |
| --------------- | ---------------------------------------------- | ----------------------------- |
| 6 августа 2014  | «YES!»                                         | 35                            |
| 25 февраля 2015 | «ENERGY☆SMILE»                                 | 37                            |
| 11 ноября 2015  | «Oshiete Blue Sky» (おしえてブルースカイ)      | 33                            |
| 9 декабря 2015  | «Hitotsu ni Naritai» (ヒトツニナリタイ)        | 36                            |
| 18 января 2017  | «Wagamama MIRROR HEART» (ワガママMIRROR HEART) | 17                            |
| 14 августа 2015 | «You & I» (ユー&アイ)                          | 29                            |

### Альбомы
| Дата выхода | Альбом                                | Высшая позиция в чарте Oricon |
| ----------- | ------------------------------------- | ----------------------------- |
| 18 мая 2016 | Kidō ~Start Up!~ (起動 ～Start Up!～) | 14                            |